# Sincerely Dears...
『Sincerely Dears...』（シンシアリー ディアーズ）は、田村ゆかりのベストアルバム。KONAMIにより2007年3月28日リリース。

## 解説
- 1枚目から11枚目までシングルのA面曲と新曲1曲を収録。付録DVDには2006年春に行われたコンサートツアー「*fancy baby doll*」の模様をダイジェスト収録。
- 発売直後の4月にコナミデジタルエンタテインメントからキングレコードVCレーベルへ移籍しており、本アルバムはコナミ時代の総決算と言える。

## 収録曲

### CD
1. summer melody
  - 作詞：花梨、作曲・編曲：Acryl Vox
2. Love♡parade
  - 作詞：椎名可憐、作曲：山口美央子、編曲：岸村正実
  - ラジオ『田村ゆかりのはぁとのためいき』オープニングテーマ（2002年4月 - 7月）
3. Baby's Breath
  - 作詞：三井ゆきこ、作曲：cota、編曲：岩本正樹
  - 『田村ゆかりのはぁとのためいき』オープニングテーマ（2002年7月 - 10月）
4. Lovely Magic
  - 作詞・作曲：渡邉美佳、編曲：渡邉美佳・久保幹一郎
  - 文化放送系ラジオ『田村ゆかりのいたずら黒うさぎ』オープニングテーマ（2003年4月 - 9月）
5. 眠れぬ夜につかまえて
  - 作詞：ふじのマナミ、作曲・編曲：片岡嗣実
6. 夢見月のアリス
  - 作詞：うらん、作曲・編曲：大久保薫
  - 『田村ゆかりのいたずら黒うさぎ』オープニングテーマ（2004年4月 - 9月）
7. Little Wish 〜lyrical step〜
  - 作詞：椎名可憐、作曲・編曲：太田雅友
  - テレビアニメ『魔法少女リリカルなのは』エンディングテーマ
8. 恋せよ女の子
  - 作詞：羽月美久、作曲・編曲：小松一也
  - テレビアニメ『極上生徒会』オープニングテーマ
9. Spiritual Garden
  - 作詞：三井ゆきこ、作曲・編曲：太田雅友
  - テレビアニメ『魔法少女リリカルなのはA's』エンディングテーマ
10. 童話迷宮
  - 作詞：畑亜貴、作曲・編曲：太田雅友
  - テレビアニメ『おとぎ銃士 赤ずきん』オープニングテーマ
11. Princess Rose
  - 作詞：三井ゆきこ、作曲・編曲：橋本由香利
  - 『おとぎ銃士 赤ずきん』オープニングテーマ
  - 『田村ゆかりのいたずら黒うさぎ』オープニングテーマ（2006年11月 - 2007年4月）
12. YOURS EVER
  - 作詞・作曲：marhy、編曲：marhy・tetsu-yeah
  - 『田村ゆかりのいたずら黒うさぎ』エンディングテーマ（2007年4月 - 9月）

### DVD
Concert Tour 2006 *fancy baby doll*　Special Edition
1. opening
2. Little Wish 〜first step〜
3. Cutie♡Cutie
4. デイジー･ブルー
5. エアシューター
6. 宵待ちの花
7. -backstage of FBD tour-
8. Amazing kiss
9. Black cherry
10. 童話迷宮
11. 恋せよ女の子
12. fancy baby doll
13. -neko,neco & yukari-
14. - MC -
15. 優しい夜に。
16. ending

## 演奏
- 田村ゆかり
  - All Vocals, Chorus
  - Handclap (#6)
- miso, pri：Computer Programming, Keyboards (#1)
- 山口一久：Computer Programming, Guitars (#1)
- 横川直樹：Bass (#1)
- 広谷順子：Chorus (#1)
- 岸村正実：Keyboards, All Other Instruments (#2)
- Mellow Pretty Members at ASTRO HALL in 24 Feb. 2002：Audience (#2)
- 古川望：Guitar (#3)
- 岩本正樹：Keyboards, All Other Instruments (#3)
- 久保幹一郎：Programming (#4)
- 渡邊美佳：Guitar, Keyboards (#4)
- 池田知宣：Guitar (#5)
- 片岡嗣実：All Other Instruments (#5)
- 河合英嗣：Guitar (#6)
- 大久保薫：All Other Instruments, Handclap (#6)
- 太田雅友
  - Guitar (#7)
  - All Other Instruments (#7.9)
  - All Instruments (#10)
- 菊池達也：Guitar (#8)
- 小松一也：All Other Instruments (#8)
- 篠崎正嗣グループ：Strings (#9)
- 渡辺等：Bass (#11)
- 八ツ橋義行 (八橋義幸)：Guitar (#11)
- 橋本由香利：All Other Instruments (#11)
- 丸山美里：Violin (#12)
- 滝本沙代：Viola (#12)
- 友納真緒：Cello (#12)
- 久保田光太郎：Guitar (#12)
- tetsu-yeah：Bass, Programming (#12)
- marhy：Piano, Programming (#12)